# 新城事件

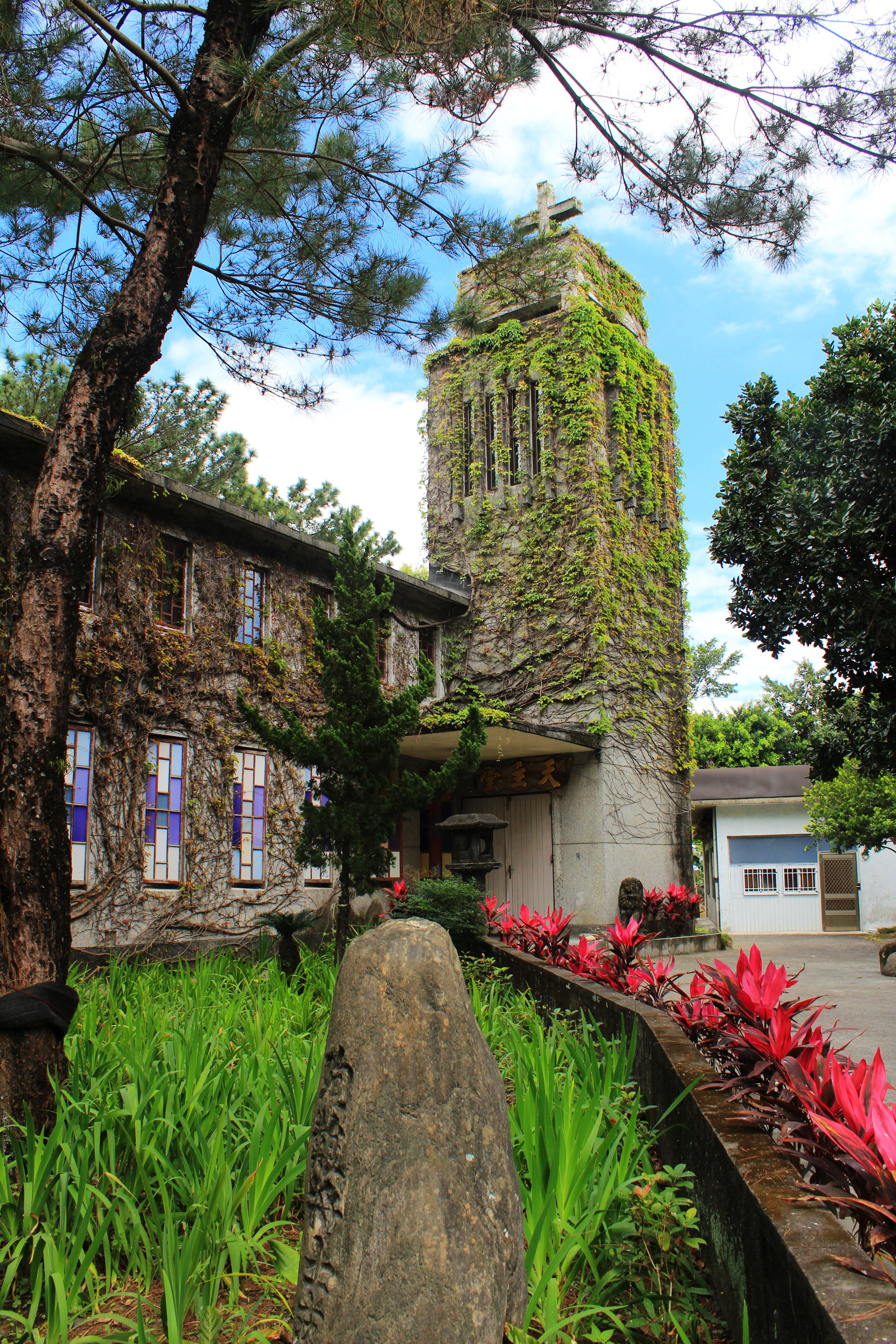
日本統治時代、現地に建立された神社「新城神社」の跡地。戦後はカトリック教会に改装されたが、一隅に事件の慰霊碑が残る（写真下部）

新城事件（しんじょうじけん）（タロコ語：Mtgjiyal Alang Paru）は、1896年（明治29年）12月、日本統治下の台湾東部、花蓮県新城郷で発生した、日本の官憲と台湾原住民タロコ族との衝突事件である。日本兵の不埒な行為が発端となり、日本の将兵多数がタロコ族に殺害された。

## 背景
1895年（明治28年)、日清戦争後の下関条約締結により、清王朝は台湾を日本政府に割譲した。同年10月、日本は軍事力をもって台湾西部平原から台南を占領し、11月に台湾民政支部を置いた。恒春には支部出張所を置き、地方事務を統括する。1896年（明治29年）4月、恒春出張所を支庁に改め、同年5月に日本軍は打狗(今の高雄市)に兵を進め、25日に卑南（現在の台東県）に上陸した後は台東庁を設置した。6月、日本軍は花蓮県方面に侵攻し、花蓮港に守備隊を設置した。こうして台湾全島、そして澎湖島が日本の支配下となった。6月29日、台東撫墾署を設置して花蓮、台東の漢民族と原住民を統治し、花蓮、太魯閣方面へは1896年より新城に日本軍が駐留し、現地の漢民族を監視した。

## 原因
1914年（大正3年）、台湾総督府の民政部が発行した『太魯閣蕃事情』では、事件の原因として以下の3点を挙げている。
文字資料による記載
1896年（明治29年）12月，花蓮港守備隊新城監視哨の将校以下多数軍人が、タロコ族の文化を尊重しなかったために全員が殺害された。
タロコ族の供述
Agiun(阿吉勇)という漢人は早くに宜蘭方面からこの地に移住してタロコ族の女性を娶り、タロコ語にも通じ、村人から鹿茸を買い取る見返りとして塩や銃弾を提供するなどして良好な関係を築いていた。清朝末期には清国役人と民族の通訳として働いていたが、日本の領有化においてはいち早く日本に「恭順」し、日本側でも彼に「民族の架け橋」としての役目を期待した。だが「新城事件」の数日前、阿吉勇の叔母が妹を訪ねた折に日本兵から不埒な行いをされた。これがタロコ族らの怒りを買い、さらに同様の振舞いが重なるにつれてタロコ族は激高し、事件の発生に至ったものである。
『太魯閣蕃事情』記載
日本人は当地の住民から悪感情を抱かれていた。明治29年12月下旬でも花蓮港の気温は17.5度に達し、日本兵は南方の暖気から上半身裸、あるいは褌姿で過ごしていた。だが気温に関わらず衣服を整えることを旨とし、裸体での外出をタブーとする漢民族は日本兵の振舞いを「無作法」と受け止め、自然と両者は疎遠になった。さらに主食のサツマイモが不足した日本兵は民家に押し入って住民から安く買いたたき、立霧渓で勝手に砂金を採集するなど、住民の生活に悪影響を及ぼした。これらのわだかまりが表面化したものである。
一説によれば、日本兵から暴行を受けた女性は現地の漢人有力者・李阿隆（阿吉勇と同一人物？）の弟の妻の妹という。だが明治時代より新城で商店を経営していた日本人・金子金太郎の述懐を、彼の孫である乙彦がまとめたものによれば、暴行を受けた女性は李阿隆の弟の妻であるという。一夫一婦制と貞操が厳重に守られるタロコ族の社会で、夫ある女性に別の男性が不埒な行いをすれば、その者は厳罰に処されるしきたりである。そのため、自然と日本兵への復讐の機運が高まっていた。さらに李阿隆の弟は事の屈辱に耐えかねて自殺し、地域社会は一層の憤慨を呈した。

## 事件の経過
1896年（明治29年）12月23日、漢族の李阿隆の協力の下でブスリン、コロ、フフス、カウワン（いずれも現在の花蓮県秀林郷、立霧渓河口から景美村付近の村落）などの集落の男子が結託して新城分遣隊監視哨を急襲し、将兵多数を殺害した。これを「新城事件」という。
事件発生時の状況を詳しく伝える資料はないが、新城と花蓮港で警察行政に長く携わっていた江口貞吉警視の遺稿、並びに前述の金子乙彦の祖父の証言によれば、日本兵による不埒な行いで漢人やタロコ族らの間に不穏な空気が流れる中、新城から8キロ離れたシラガン社のタロコ族が猟の帰り、砂金採集をしていた日本兵とトラブルを起こした。これが直接の発端となり、タロコ族の青年300名は総頭目のヤカオ・バヤシに率いられ兵舎を急襲、まず入り口付近で銃の手入れをしていた1名を射殺した。当時、日本兵らは昼寝の最中で機敏な反撃行動に移ることができず、結城享少尉と思しき1人が指揮刀を執って奮戦するものの全滅、兵らはすべて頭部を切断され、兵舎は焼き払われ、さらに外出中の日本兵も発見されるや殺害された。こうして日本兵23人全員が殺害された。
この折、花蓮港郊外、十六股在住の漢人・許阿園が焼き払われた兵舎を見て驚き、夜陰に乗じて花蓮に逃れ、現地在住の日本軍に知らせることで事件が発覚した。
事件当時、新城は台湾人（漢民族）人口100人、日本人警官5、6人程度の寒村で、台湾東部の中心都市である花蓮港も漢民族人口230人程度だった。そして新城から花蓮まで20㎞程度の距離はコワチン（鬼茅）が生い茂り、毒蛇やマラリアの巣窟として隔絶されていた。
そのような状態で情報収集、そして遺体の収容は困難を極めた。花蓮港守備隊歩兵第三隊長・井上少佐は2度に渡って偵察を差し向けたが、途中の三桟渓（現在の景美駅付近を流れる川）で「馘首」され生還しなかった。軍は李阿隆を呼び事情聴取を試みるも応じず、再度差し向けた偵察兵も5人全員が行方不明になった。
ここで第三大隊第一二中隊の篠原特務曹長が15名の部下を率いて三桟渓に至り、偵察隊の首無し遺体を発見する。一方、花蓮港大隊では基隆の第一連隊本部に事件を報告し、歩兵中佐、湯地春吉第一連隊長みずからが出動することとなったものの、年内の遺体収容、並びに制圧はことごとく失敗した。

## 戦線の経過

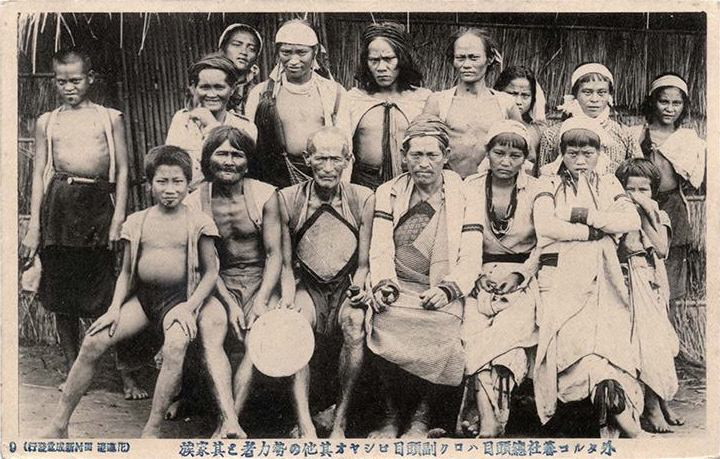
事件当時のタロコ族総頭目ハロク・ナウイ（前列、左から3人目）と副頭目ピシヤオ、その他有力者と家族たち。事件後に「帰順」した

事件を受けた花蓮港守備隊は1897年（明治30年）1月10日、2個中隊を出動させるとともにアミ族南勢蕃600人を援軍として募るも、外タロコのタロコ族は頑強に抵抗し、路上に逆茂木を並べ、山上から大岩や大木を転がすなどして交通を妨害した。日本軍は必死に応戦するものの高所からの攻撃に反撃のすべもなく、弾薬を浪費するばかりだった。
2月6日。日本軍は三桟より手前のタロコ族の村落、カウワン社を制圧する作戦に変え、湯地連隊長の指揮のもと、参謀、大隊長、工兵小隊長、軍医、日本人軍夫200人、アミ族の青年らを従え総勢1737人の大部隊を結成、作戦を開始した。だが密林に分け入るや横から射撃を浴びせられ、日本語の命令はアミ族には通じず、ただ狼狽するばかりだった。
対するタロコ族は個人個人が巧みに分散して障害物に隠れつつ林間を駆け、日本軍に射撃を浴びせる。伝令兵は負傷し、あるいは「馘首」され、負傷者が増えるばかりだった。
従軍記者の小城忠次郎はタロコ族の戦術を「楠公千早城の風で要所の地点に大木大石を吊るし我軍の侵入を待って切り落とし、竹釘をさして行進を悩まし、最寄りの地点に銃座を作って狙撃し、裸体裸足で出没すること猿の如く、如何とも仕方ない」と称する。
業を煮やした日本軍は澎湖庁に停泊中の巡洋艦 葛城を回航させ、艦砲射撃することでタロコ族の屈服を計った。だが村落は山中に分散して立地し、家々も竹で組まれているため砲撃の効果は薄かった。タロコ族らも最初の内こそ砲声におびえていたが次第に慣れ、竹かごを頭に載せて平然と出歩き、挙句は日本軍のラッパの口真似をしていたという。
戦闘の長期化で、日本側では傷病兵も含め損害が増える一方だった。それでも三桟から新城の兵舎跡に達し、最初の犠牲者の遺体収容には成功した。ここで一応の目的は達成されたため、同年6月をもって援軍は基隆に引き上げた。
一連の戦闘で、日本軍は大量の傷病兵を出した。小城忠太郎の記録によれば、戦地ではマラリア、黒水病、腸チフスが猖獗をきわめ、戦病死者は500人以上、1個中隊の兵員が20名ほどにまで減少したという。

## 事件結果
花蓮港の守備隊は近代化した軍隊組織を構築した上、募集されたアミ族青年と共に作戦を展開した。だがタロコ族の頑強なる抵抗を受けて撤退、結局、1897年（明治30年）5月13日をもって作戦終了を迫られた。花蓮港守備隊は多大な物資と人員を投入しつつも目的を達成しえず、タロコ族の勇猛な性質、そしてタロコ地区における李阿隆の影響力と謀略を痛感した。当局は花蓮地区を統治するに当たり、方針の転換を迫られることになる。
当局はタロコ族の勇猛な性質と巧みな戦闘能力を体験すると同時に、彼らがタイヤル族南澳蕃と敵対関係にあることを知る。ここに、台湾原住民同士の利害、敵対関係を利用して彼らを統制する「以蕃制蕃」（蕃を以て蕃を制す）を発案、タロコ族を利用してタイヤル族南澳群を平定する作戦が立ち上げられた。1903年（明治36年）11月11日、台東庁長・相良長綱は自ら花蓮に至り、台湾総督府より派遣された警視賀来倉太と合流、頭目に率いられタイヤル族南澳蕃へ出征する。
同年12月1日、一団は一路1000人あまりの軍勢をもって山地への侵攻を開始した。戸数200あまりの集落を制圧して焼き払い，さらに大きな集落で2日間にわたる戦闘を繰り広げた末、その集落も焼き払って凱旋した。また200人の別動隊は南澳蕃の別の集落を襲撃して13日に勝利し、タロコ族は敵の首級を挙げて凱旋した。時の台東庁庁長・相良長綱は彼らの働きをねぎらい、「以蕃制蕃」の戦いを終わらせた。